# Medaille van de Maatschappij tot Redding van Schipbreukelingen
De Medaille van de Zuid-Hollandsche Maatschappij tot Redding van Schipbreukelingen
werd in 1838 door de toen nog niet "Koninklijke" Zuid-Hollandsche Maatschappij tot Redding van Schipbreukelingen ingesteld. Voorbeelden waren de medailles, het waren legpenningen, van de Maatschappij tot Redding van Drenkelingen die sinds 1767 een legpenning gaf aan redders van mensen die in een gracht of sloot dreigden te verdrinken en de in Engeland door particulieren ingestelde medaille van de Royal National Lifeboat Institution die sinds 1824 werd uitgereikt.
De Koninklijke Erepenning voor Menschlievend Hulpbetoon, indertijd ook een legpenning, werd vooral aan buitenlanders verleend en daarmee werd het redden van de opvarenden van de in een tijd van zeilvaart met zeer primitieve navigatie- en communicatiemiddelen vaak strandende schepen beloond noch bevorderd. 
Directe aanleiding tot het instellen van een particuliere medaille was de ramp van 18 oktober 1824 toen voor de Nederlandse kust zowel de bemanning van het Nederlandse fregat Zr. Ms. De Vreede als de bemanning van de te hulp geschoten reddingssloep om het leven kwam. Binnen iets meer dan een maand werden twee reddingsmaatschappijen opgericht: de Noord- en Zuid-Hollandsche Redding Maatschappij (11 november 1824 te Amsterdam) en de Zuid-Hollandsche Maatschappij tot Redding van Schipbreukelingen (20 november 1824 te Rotterdam).
Van 1824 tot 1838 gaf het bestuur van de Zuid-Hollandsche Maatschappij tot Redding van Schipbreukelingen de roeiers van de reddingssloepen geldbedragen als beloning. De kapiteins kregen zilveren bekers met een passende inscriptie. Op 27 oktober 1838 stelde de Directeuren der Maatschappij een legpenning in. Deze legpenning vertoonde aan de voorzijde een strandscène; op de voorgrond staat een man met een drenkeling in zijn armen, achter de man ziet men een zinkend zeilschip en een man die daar in een sloep naartoe roeit. Rechts achter de hoofdpersoon man zijn twee andere mannen bezig met het verzorgen van een drenkeling.
Op de keerzijde was binnen een krans van eikenbladeren ruimte gelaten voor een inscriptie binnen het randschrift "ZUID-HOLLANDSCHE MAATSCHAPPIJ TOT REDDING VAN SCHIPBREUKELINGEN TE ROTTERDAM".

## De medaille
De legpenning werd ontworpen door H. Rochussen. De stempels werden niet in Nederland gesneden, dat werk werd aan de Duitse firma König gegund. De medailles werden geslagen bij de firma G. Loos in Berlijn. Ze hadden een middellijn van 54 millimeter en waren dus te groot en te zwaar om te dragen. Net als bij de Maatschappij tot Redding van Drenkelingen werden in eerste instantie alleen gouden en zilveren medailles toegekend. Op 15 januari 1842 besloten de directeuren ook een bronzen legpenning in te stellen. In een besluit van 12 maart 1842 werden er ook kleine medailles met een middellijn van 45 millimeter ingesteld zodat er vijf medailles beschikbaar waren.
Legpenningen kunnen alleen in de kast worden bewaard en zij zijn bij de ontvangers niet geliefd. Daarom werden de vijf medailles op 10 november 1890 van een draaglint voorzien. Legpenningen werden sinds die tijd alleen nog voor "verdiensten jegens de Maatschappij" toegekend.
In een besluit van 23 april 1947 werd besloten de kleine bronzen legpenning als beloning voor zes jaar trouwe dienst uit te reiken. Bestuursleden die 25 jaar of langer in het bestuur zetelden kregen vanaf die dag de grote zilveren legpenning. De andere medailles, de grote en kleine gouden medaille, grote zilveren medaille aan lint, kleine zilveren medaille aan lint, grote bronzen medaille (sinds 1890 altijd aan lint) en kleine bronzen medaille aan lint waren voor de bemanning van de reddingsboten gereserveerd.
Het drie centimeter brede lint was verdeeld in drie gelijke banen van groen, wit en groen, de heraldische kleuren van Rotterdam. Boven het lint was een draaggesp in het metaal van de medaille aangebracht. Op die gesp stond de inscriptie "ZHMtrvS".
In een besluit van 28 oktober 1941 werd door de directeuren een gesp ingesteld die verleend zou kunnen worden bij een volgende toekenning van eenzelfde medaille. Deze 45 of 54 millimeter brede gesp had de vorm van een lint met aan de voorzijde de inscriptie "ZHMtrvS". Op de keerzijde werd de datum van de redding en de naam van het geredde schip gegraveerd.

## De Grote Gouden Medaille van de (Koninklijke) Zuid-Hollandsche Maatschappij tot Redding van Schipbreukelingen
De Grote Gouden Medaille van de (Koninklijke) Zuid-Hollandsche Maatschappij tot Redding van Schipbreukelingen is in totaal 16 keer toegekend als draagmedaille, voor het laatst aan A.H.D. Wepster, de tweede stuurman van de bark 'Schoonerloo' op 25 januari 1854. De meeste toekenning waren aan gezagvoerders van schepen onder vreemde vlag. 
9 maal werd de medaille als legpenning uitgereikt, laatstelijk aan de "Deutsche Gesellschaft zur Rettung Schiffbrüchiger" en de "Société Centrale de Sauvetage des Naufragés", die beiden in 1965 hun eerste eeuwfeest vierden. In 1938 kreeg de beschermvrouwe van de Maatschappij, Koningin Wilhelmina der Nederlanden, deze medaille bij gelegenheid van haar veertigjarig jubileum als vorstin.

## Nederlandse bezitters van de grote Gouden Medaille
- Kapitein-ter-zee W. Stort, gezagvoerder van het korvet Zr.Ms. Juno ontving de medaille op 10 maart 1847 voor het redden van de opvarenden van de Spaanse brik "la Bella Antonia".
- A.F. Marmelstein, gezagvoerder, en eerste stuurman F. Lambach van de bark Schoonerloo kregen beiden de medaille op 25 januari 1854.
- Kapitein-luitenant-ter-zee H.J. van Maldeghem, gezagvoerder van Zr. Ms. stoomschip Merapi, kreeg de medaille op 5 november 1852.
- A.P. Klein, gezagvoerder van de bark Magdalena werd op 23 december 1852 gedecoreerd.

In 1946 liet de koningin de handelwijze van de Maatschappij onderzoeken; onder zware druk, men kan van bedreiging spreken, hebben redders, na het redden van in zeenood geraakte Duitse matrozen, medailles aangenomen uit handen van Rijkscommissaris Arthur Seyss-Inquart. De daarvan gemaakte foto was ook de koningin onder ogen gekomen.
De in deze zaken toch zeer kritische vorstin kon geen bezwaar maken tegen het verlenen van hulp, omdat voor de reddingsbrigades iedere drenkeling nu eenmaal gelijk is. Zij behield haar gouden medaille en de vereniging mocht zich in 1949 "Koninklijk" noemen.